# Последовательная передача данных
В телекоммуникации и информатике под последовательной передачей данных понимают процесс передачи данных по одному биту за один промежуток времени, последовательно один за одним по одному каналу связи или компьютерной шине, в отличие от параллельной передачи данных, при которой несколько бит пересылаются одновременно по линии связи из нескольких параллельных каналов. Последовательная передача всегда используется при связи на дальние расстояния и в большинстве компьютерных сетей, так как стоимость кабеля и трудности синхронизации делают параллельную передачу данных неэффективной. Последовательные компьютерные шины становятся всё более распространёнными даже на коротких расстояниях, по мере улучшения обеспечения целостности сигнала и скорости передачи данных в новых технологиях последовательной передачи она начинает перевешивать преимущество простоты параллельной шины (не требуется схема параллельно-последовательного / последовательно-параллельного преобразования, также известная как SerDes) и перекрывать недостатки (расфазировка синхронизирующих импульсов, плотность межсоединения). При этом появляются другие проблемы такие как качество передачи и приема информации - корректность этих процессов обратно пропорциональна скорости  (известный пример: оверклокинг). Подходящим примером является переход с PCI на PCI Express.

## Последовательные шины
Интегральные цепи становятся дороже по мере увеличения числа штырьков. Для уменьшения числа штырьков в системе многие ИЦ используют последовательную шину для передачи данных в случае, когда скорость не так важна. В качестве примеров подобных недорогих последовательных шин можно привести SPI, I²C, UNI/O и 1-Wire.

## Сравнение последовательного и параллельного соединений
Коммуникационные соединения, при помощи которых компьютеры—или части компьютеров—взаимодействуют друг с другом, могут быть или последовательными или параллельными. Параллельное соединение передает несколько потоков данных (которые, вероятно, представляют собой определенные биты потока байтов) по нескольким каналам (кабели, дорожки печатных плат, оптоволокно и т. д.); последовательное соединение передает лишь один поток данных.
На первый взгляд кажется, что последовательное соединение должно проигрывать параллельному, так как оно может передавать меньше данных за такт. Однако, зачастую последовательные соединения могут функционировать значительно быстрее по сравнению с параллельными соединениями, и за счёт этого достигать более высокой скорости передачи данных. Среди факторов, позволяющих последовательному соединению работать быстрее параллельного, выделяют:
- Нет расфазировки синхронизирующих импульсов между различными каналами (для нескоростных асинхронных последовательных соединений)
- Последовательное соединение требует меньше соединительных кабелей (то есть проводов/волокон) и поэтому занимает меньше пространства. Дополнительное пространство позволяет использовать более хорошую изоляцию канала от влияния окружающей среды
- Перекрестные помехи существенно ниже, так как там меньше расположенных рядом проводников.

Определение скорости для последовательных и параллельных соединений не идентично. В последовательных соединениях большая скорость является компенсирующим параметром для достижения нужной пропускной способности в сравнении с относительно 'медленными' параллельными соединениями. Во многих случаях, последовательное соединение является лучшим выбором, так как оно дешевле в реализации. Множество ИС имеют последовательный интерфейс, которые, в отличие от параллельных интерфейсов, имеют меньше штырьков и за счет этого дешевле.

## Примеры применения последовательной передачи данных
- Азбука Морзе, используемая на телеграфе
- RS-232 (низкоскоростной, реализуется последовательными портами)
- RS-422
- RS-423
- RS-485
- I²C
- SPI
- ARINC 818 Avionics Digital Video Bus
- USB (управляемая скорость, используется для подключения периферии к компьютеру)
- FireWire
- Ethernet
- Fibre Channel (высокая скорость, используется для подключения компьютеров к устройствам хранения данных)
- InfiniBand (очень высокая скорость, сравнимая с PCI)
- MIDI — управление электронными музыкальными инструментами
- DMX512 — управление театральной подсветкой
- SDI-12 — промышленный протокол для сенсоров
- Serial Attached SCSI
- Serial ATA
- SpaceWire — коммуникационная сеть в космических аппаратах
- HyperTransport
- PCI Express
- SONET и SDH (высокоскоростная телекоммуникация по оптическим фильтрам)
- T1, E1 и их варианты (высокоскоростная телекоммуникация по медной паре)
- MIL-STD-1553A/B